# Dunaföldvár
Dunaföldvár là một thành phố thuộc hạt Tolna, Hungary. Thành phố này có diện tích 111,42 km², dân số năm 2010 là 8915 người, mật độ 80 người/km².